# おふたりさま
JA共済　presents おふたりさま（ジェイエーきょうさいぷれぜんつ おふたりさま）は、2012年4月1日から2013年3月31日まで放送されていた日本のラジオ番組。TOKYO FMをキーステーションにJFN系列全国38局ネット。放送時間はすべての局で日曜15:30 - 15:55。メインパーソナリティーは恵俊彰。JA共済の一社提供番組。録音放送。
恵にとってはかつて同局で放送されていた「ポッカコーヒー Hey!オッサン」以来5年ぶりの担当ラジオ番組となり、2006年4月～2006年9月に同局で放送されていた「恵俊彰で3人」の一部フォーマットを継承している。

## 概要
番組名の通り、毎回ゲスト2人を迎え、恵を加えた合計3人で番組が進行する。恵が「おふたりさまラウンジ」の主人、ゲストがそこに来た客の設定。
ゲスト二人と恵のトークが10分程度行われた後、相手への本音を語る「本音トーク」（その相手には話の内容が聞こえない）が交互に行われ、トーク終了。最後は恵の感想で締められる。